# Ulf Nordwall

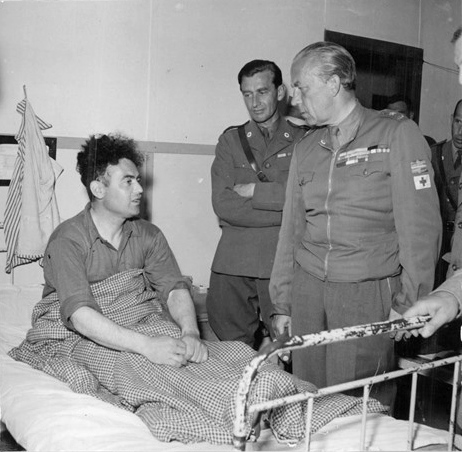
Ulf Nordwall guidar greve Folke Bernadotte i Röda Korsets sjukhus i Fauske. Här ses greve Bernadotte samtala med den sovjetiska patienten Aleksandr Manilov från Kiev.

Ulf Iwan Nordwall, född 12 maj 1903 i Hedvig Eleonora församling, Stockholm, död 15 april 1971 i Oscars församling, Stockholm, var en svensk läkare. 
Efter studentexamen 1921 blev Nordwall medicine kandidat 1924 och medicine licentiat 1929. Han var underläkare vid pediatrisk, medicinsk, lungtuberkulosavdelning samt epidemiolog vid olika sjukhus 1929–36, praktiserande i läkare Stockholm från 1936, livmedikus 1947–52 samt förste livmedikus, H.M. Konungens och H.M. Drottningens läkare från 1952.
Nordwall var personalläkare på Nordiska Kompaniet (NK) från 1936, husläkare på Sophiahemmet från 1936, chefsläkare på Svenska Röda korsets sjukhus i Fauske i Nord-Norge, 1945, chefsläkare svensk-polska barnsanatoriet, Otwock, Polen, 1946. Han var bataljonsläkare i fätläkarkårens reserv från 1934.
Nordwall var ledamot av Svenska Röda korsets hjälpsysternämnd, vice ordförande i Stockholms Modersmjölkcentral, ordförande i Stockholms Läkarförenings förtroendenämnd, ledamot av Centralkommittén Hjälp Etiopiens spetälska barn, ordförande i Svenska läkares förening för internationellt hjälparbete och sekreterare i Svenska barnläkarförbundet.  Han författade skrifter i pediatrik, tuberkulosfrågor och om internationellt bistånd.

## Utmärkelser
- Kommendör med stora korset av Nordstjärneorden, 4 juni 1965.[2]